# Entente II Lome
Der Entente II Lomé  ist ein togoischer Fußballverein aus Lomé. Aktuell, Stand Oktober 2024, spielt der Verein in der ersten Liga.

## Geschichte
Der Verein, der den 2. Stadtbezirk der Hauptstadt Lomé repräsentiert, spielte sehr lange in der Championnat National. Erst Mitte der 90er Jahre stieg der Verein in die regionalen Spielklassen des Landes ab. 1979 und 1990 wurde er Vize-Meister; 1986 und 1989 gewann er den Coupe du Togo. Der Verein konnte sich mehrmals für die afrikanischen Wettbewerbe qualifizieren, wobei er bei der ersten Teilnahme 1987 gleich bis ins Viertelfinale vorstieß, dort aber am kenianischen Vertreter GOR Mahia scheiterte.

## Erfolge
- Togoischer Pokalsieger: 1986, 1989
- Togoischer Pokalfinalist: 1990, 1999

## Stadion
Der Verein trägt seine Heimspiele im Stade Général Eyadema in Lomé aus. Das Stadion hat ein Fassungsvermögen von 15.000 Personen.

## Statistik in den CAF-Wettbewerben
| Wettbewerb                    | Runde         | Gegner        | Hinspiel | Rückspiel |
| ----------------------------- | ------------- | ------------- | -------- | --------- |
| African Cup Winners’ Cup 1987 | 1. Runde      | LPRC Oilers   | 1:1 (A)  | 0:0 (H)   |
|                               | 2. Runde      | Okwawu United | 2:0 (H)  | 0:0 (A)   |
|                               | Viertelfinale | Gor Mahia FC  | 1:4 (A)  | 0:0 (H)   |
| African Cup Winners’ Cup 1990 | 1. Runde      | BCC Lions     | 0:1 (A)  | 1:1 (H)   |
| CAF Cup 1993                  | Qualifikation | UDIB Bissau   | n. a.    | n. a.     |
|                               | 1. Runde      | Mbilinga FC   | 0:3 (H)  | 2:2 (A)   |

- 1993: Der UDIB Bissau verzichtete nach der Auslosung auf die Teilnahme am Wettbewerb.